# تام هولفورد

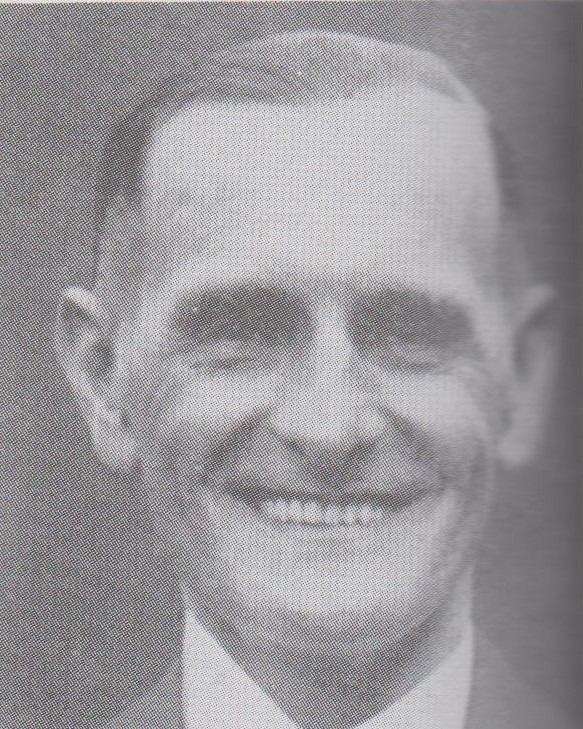
تام هولفورد در سال ۱۹۲۲

تام هولفورد (به انگلیسی: Tom Holford) بازیکن فوتبال زادهٔ ۲۸ ژانویه ۱۸۷۸ اهل کشور انگلستان بود که سابقهٔ بازی در تیم ملی فوتبال انگلستان را در کارنامهٔ خود دارد. وی در تاریخ ۱۴ فوریه ۱۹۰۳ تنها بازی ملی خود را در مقابل تیم ملی فوتبال ایرلند انجام داد.